# Yoichi
Yoichi (余市町?) è una cittadina giapponese della prefettura di Hokkaidō.